# X-kom AGO
AGO esports (poprzednio x-kom AGO, AGO Gaming) – polska organizacja e-sportowa założona 28 listopada 2016 roku. Zespół został utworzony w czerwcu 2017 z trzech zawodników Samsung4Gamers by inetkox, jednego z Kinguin oraz Dominika Świderskiego, który w przeszłości występował w profesjonalnych drużynach.
Na początku 2018 roku drużyna zmieniła nazwę z AGO Gaming na AGO Esports. Właściciele drużyny dokonali także modyfikacji w logotypie klubu, gdzie, między innymi, anielskie skrzydła zostały zastąpione przez jastrzębia. W lutym 2018 utworzono sekcję gry Fortnite Battle Royale. W styczniu 2018 znaleźli się na 18. miejscu rankingu światowego drużyn Counter-Strike: Global Offensive prowadzonego przez serwis HLTV.org. W tym samym zestawieniu w lutym 2018 uplasowali się na 20. lokacie.
Od 28 czerwca 2019 do 30 czerwca 2022 sponsorem tytularnym było przedsiębiorstwo x-kom, a organizacja zmieniła nazwę na x-kom AGO. Zmieniono wtedy herb i barwy drużyny.
5 stycznia 2024 ogłoszono zawieszenie działalności organizacji na czas nieokreślony. 

## Gracze
| Pseudonim | Imię i nazwisko   | Rola             | Data dołączenia  |
| --------- | ----------------- | ---------------- | ---------------- |
| GruBy     | Dominik Świderski | rifler (support) | 5 lipca 2017     |
| Furlan    | Damian Kisłowski  | lider            | 5 lipca 2017     |
| F1KU      | Maciej Miklas     | entry fragger    | 19 września 2019 |
| mhL       | Miłosz Knasiak    | snajper          | 19 września 2019 |
| leman     | Eryk Kocęba       | rifler           | 19 września 2019 |
| miNIr0x   | Mikołaj Michałkow | trener           | 19 września 2017 |

## Wyniki
| Data                             | Turniej                                | Miejsce                          | Nagroda                          | Źródła                           |
| Counter-Strike: Global Offensive | Counter-Strike: Global Offensive       | Counter-Strike: Global Offensive | Counter-Strike: Global Offensive | Counter-Strike: Global Offensive |
| -------------------------------- | -------------------------------------- | -------------------------------- | -------------------------------- | -------------------------------- |
| lipiec 2017                      | Polska Liga Esportowa S1               | 2                                | 21 800 zł                        | [ 11 ]                           |
| sierpień 2017                    | NVIDIA CS:GO Challenge 2017            | 1                                | 2000 dolarów                     | [ 12 ]                           |
| wrzesień 2017                    | ESL Polish Championship 2017           | 2                                | 15 000 zł                        | [ 13 ]                           |
| październik 2017                 | Nordish Gaming Convention Masters 2017 | 2                                | 4000 euro                        | [ 14 ]                           |
| listopad 2017                    | China Top 2017 – Shenzhen              | 2                                | 150 000 jenów (22 590 dolarów)   | [ 15 ]                           |
| listopad 2017                    | WESG 2017 Europe Finals                | 5–8                              | 4000 dolarów                     | [ 16 ]                           |
| styczeń 2018                     | ESEA Season 26 MDL Global Challenge    | 1                                | 18 000 dolarów                   | [ 17 ]                           |
| luty 2018                        | Play2Live Cryptomasters                | 1                                | 50 000 dolarów                   | [ 18 ]                           |
| marzec 2019                      | WESG 2018 World Finals                 | 2                                | 200 000 dolarów                  | [ 19 ]                           |